# Calliopsis mellipes
Calliopsis mellipes är en biart som först beskrevs av Timberlake 1952.  Calliopsis mellipes ingår i släktet Calliopsis och familjen grävbin. Inga underarter finns listade.